# Pas drogi granicznej
Pas drogi granicznej – obszar o szerokości 15 metrów, licząc w głąb kraju od linii granicznej, brzegu granicznego cieku lub zbiornika wodnego, a także brzegu morskiego. 
Pas drogi granicznej oznakowany jest w terenie specjalnymi tablicami. Na obszarze Strefy Schengen (granica Polski z Litwą, Słowacją, Czechami i Niemcami) pas drogi granicznej ma tylko znaczenie formalne. Wyjątek stanowią przylegające do granic obszary specjalne, jak parki narodowe czy rezerwaty przyrody, w których to kwestia nienaruszalności pasa drogi granicznej regulowana jest przez odrębne przepisy. W pozostałych przypadkach (granica z Rosją, Białorusią i Ukrainą) wojewoda może wprowadzić zakaz przebywania na terenie pasa drogi granicznej pod karą grzywny. Powyższego zakazu nie stosuje się do:
- przejść granicznych,
- oznakowanych szlaków turystycznych,
- kąpielisk publicznych na brzegach granicznych cieków i zbiorników,
- brzegu morskiego,
- właścicieli lub użytkowników gruntów położonych na terenie pasa.

Na terenie pasa drogi granicznej Straż Graniczna wykonuje czynności związane z oznakowaniem i ochroną granicy.

Galeria
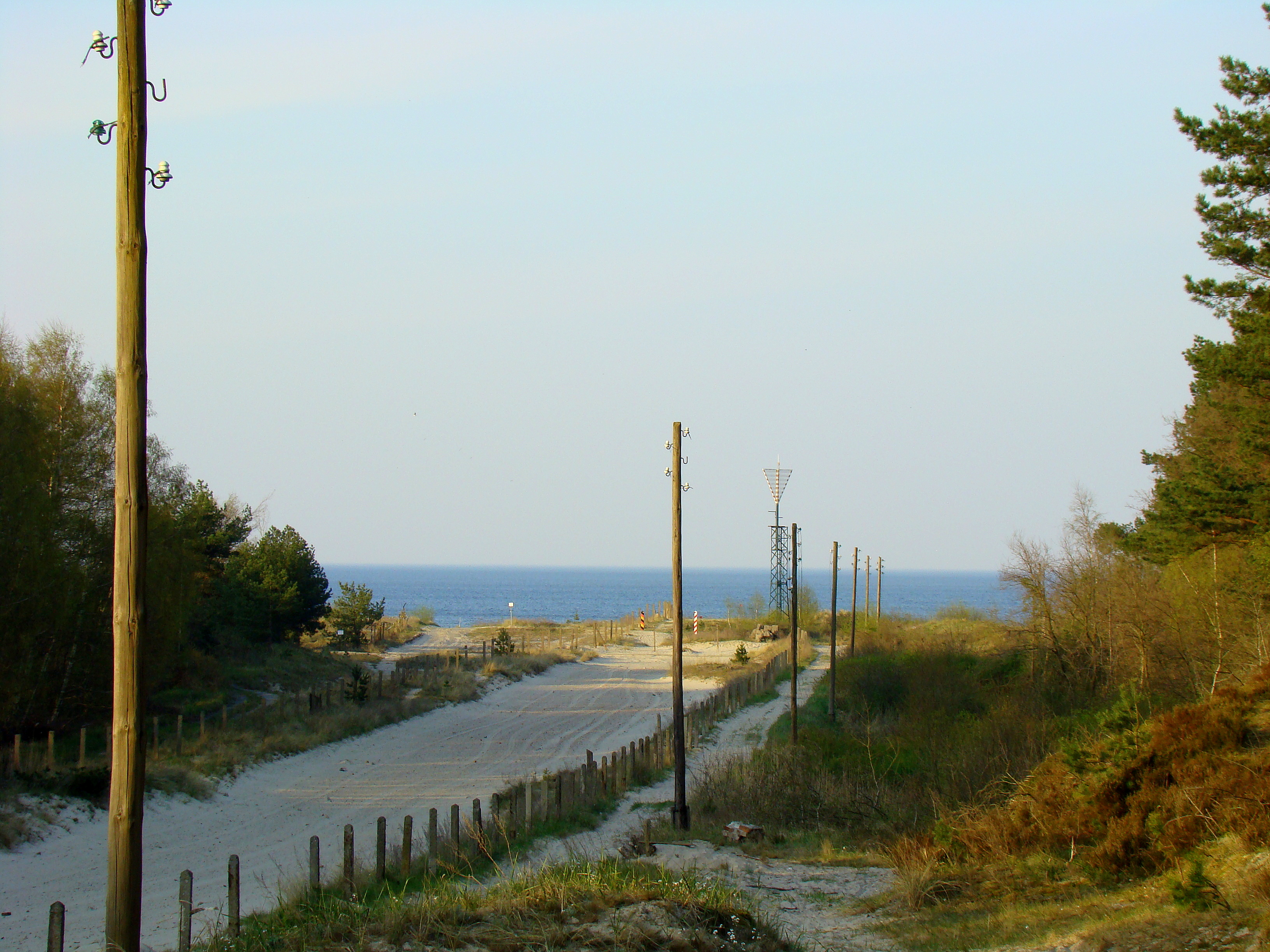
Granica państwowa polsko-niemiecka, pas drogi granicznej, znak graniczny nr 923
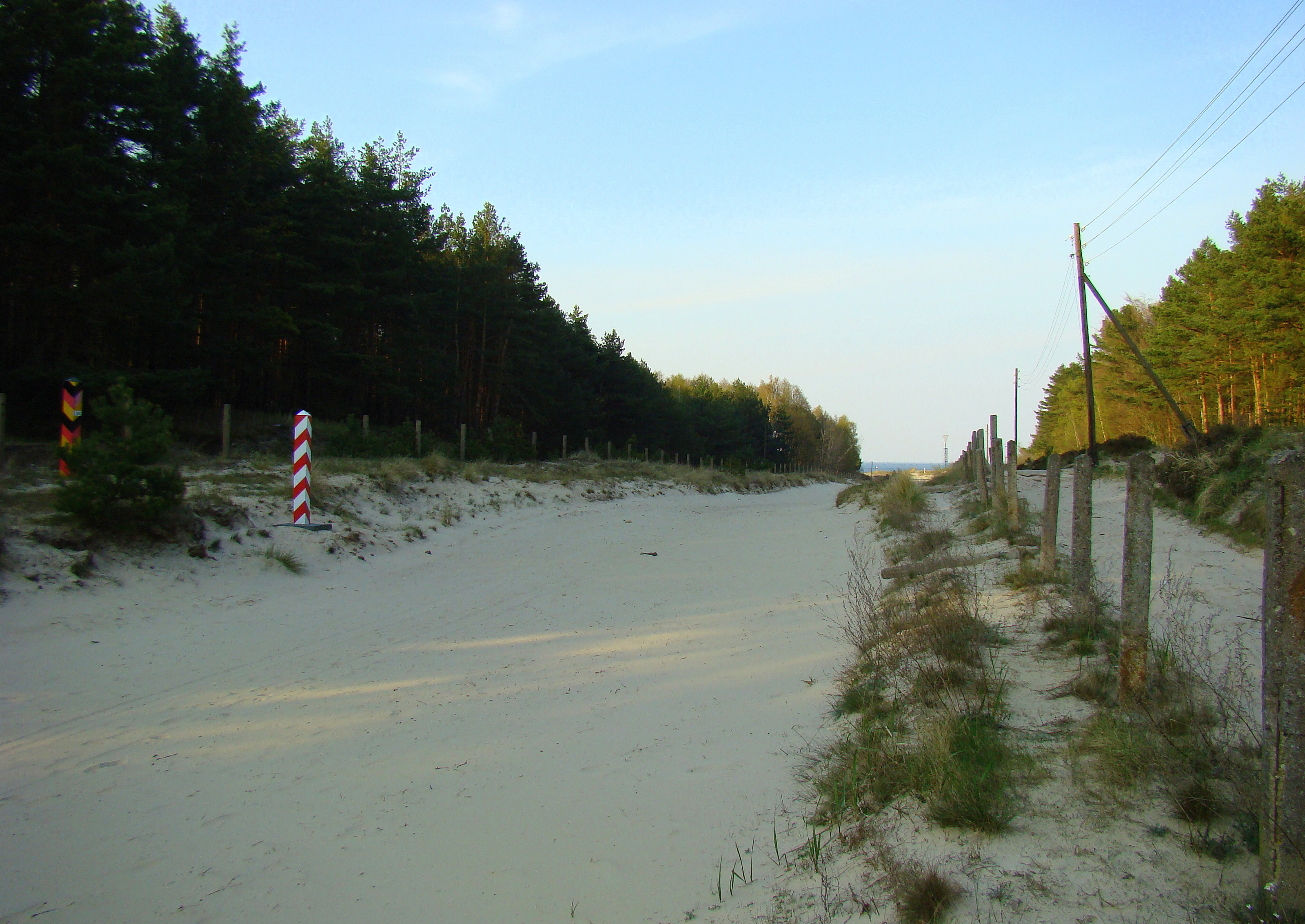
Granica państwowa polsko-niemiecka, pas drogi granicznej, znak graniczny nr 922
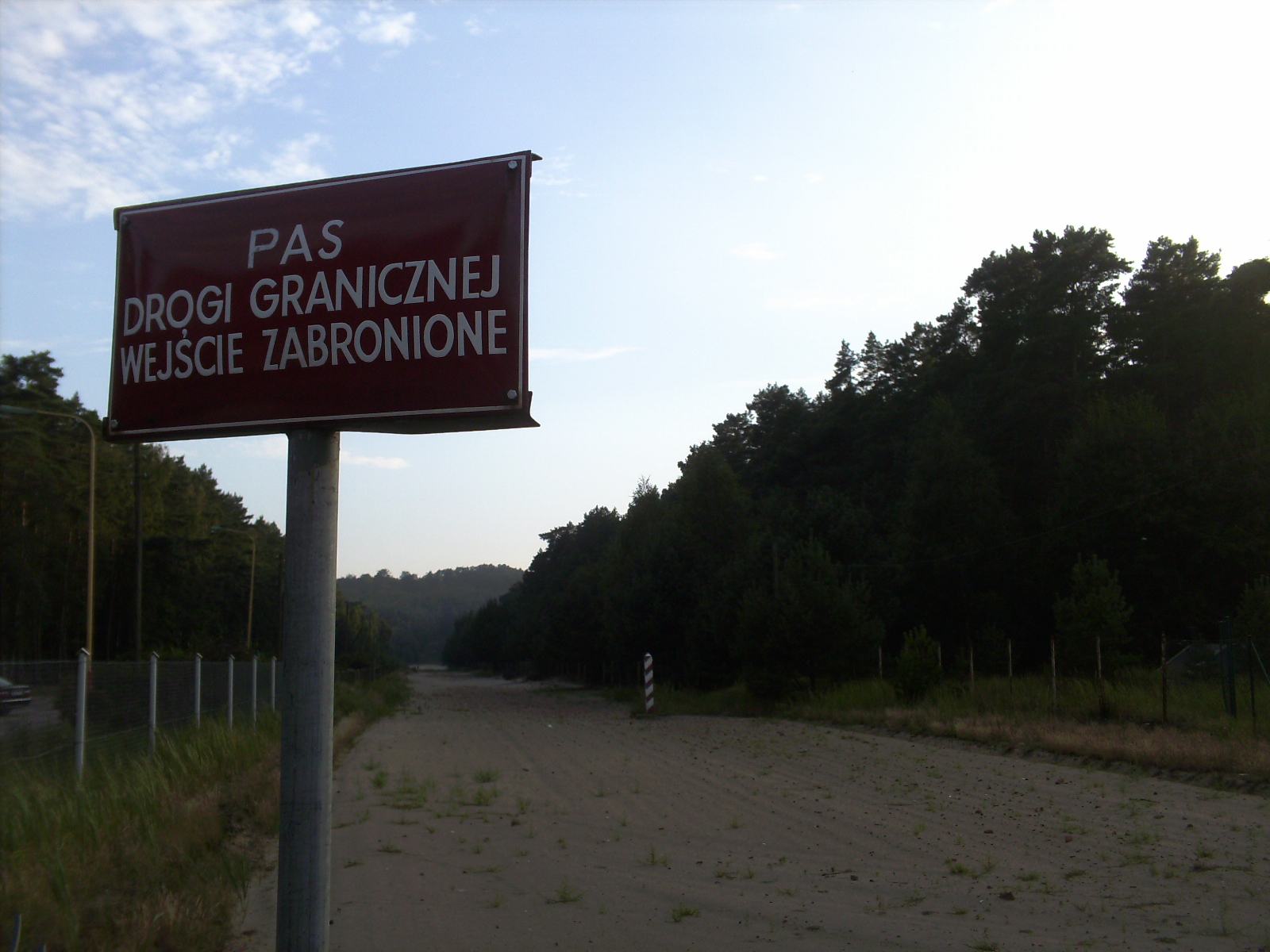
Pas drogi granicznej w okolicach Świnoujścia (przed wejściem Polski do Schengen)
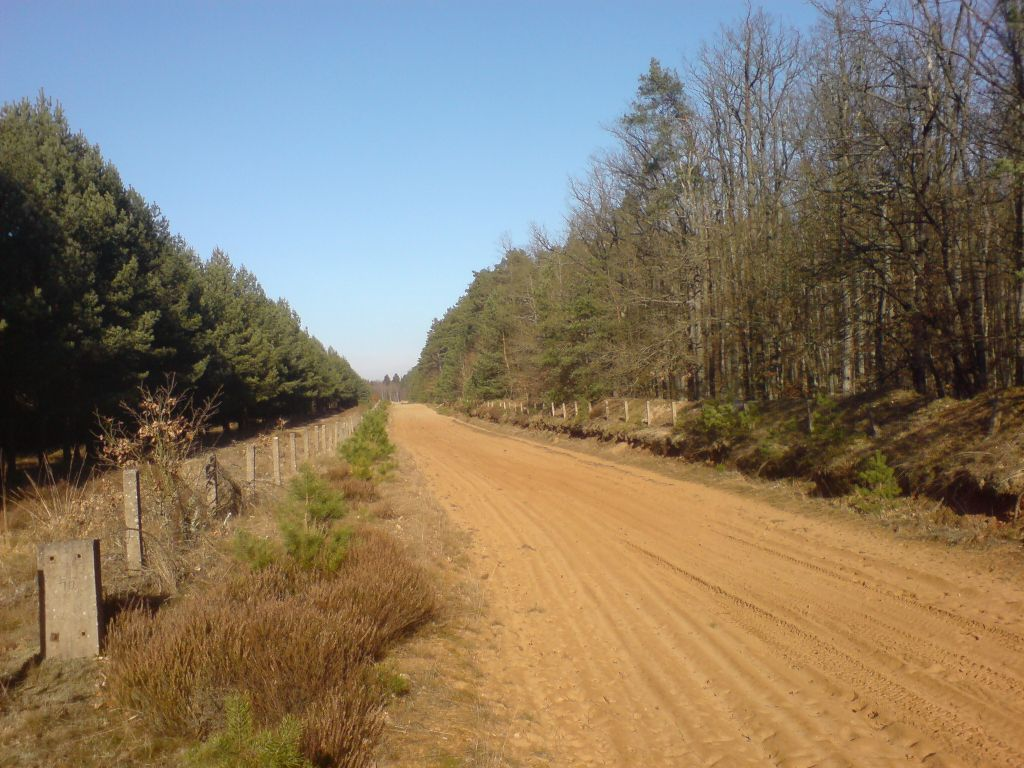
Polsko-niemiecki pas drogi granicznej niedaleko Dobieszczyna niedługo po wejściu Polski do  Schengen
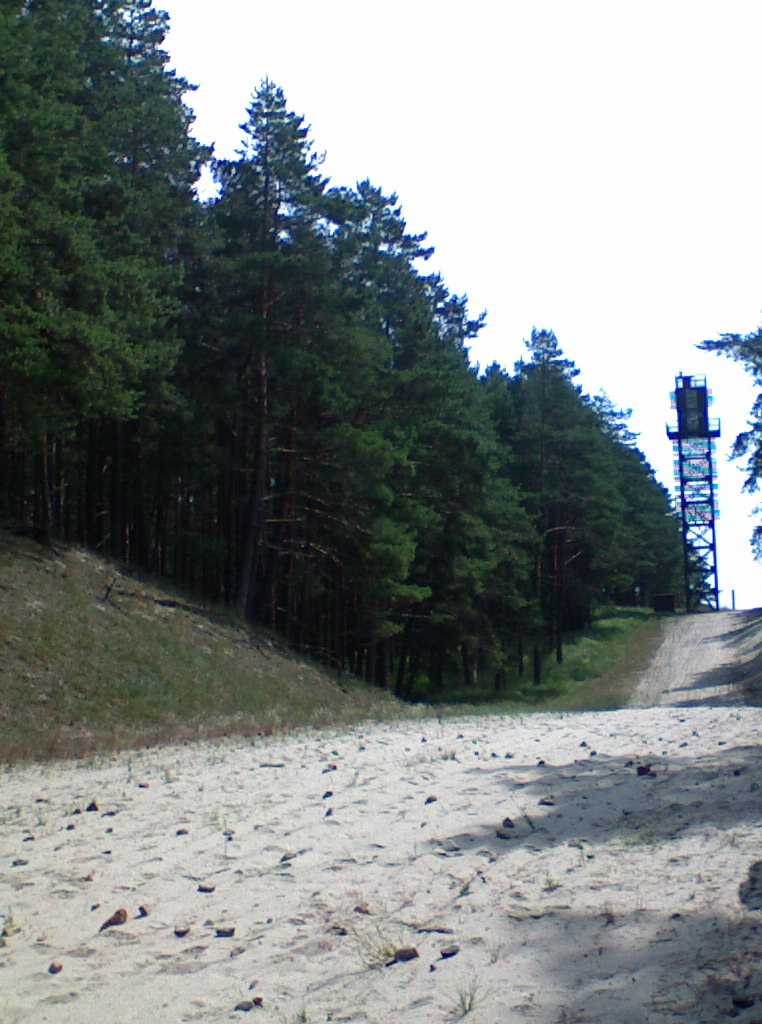
Pas drogi granicznej pomiędzy Polską i Rosją  niedaleko Piasków
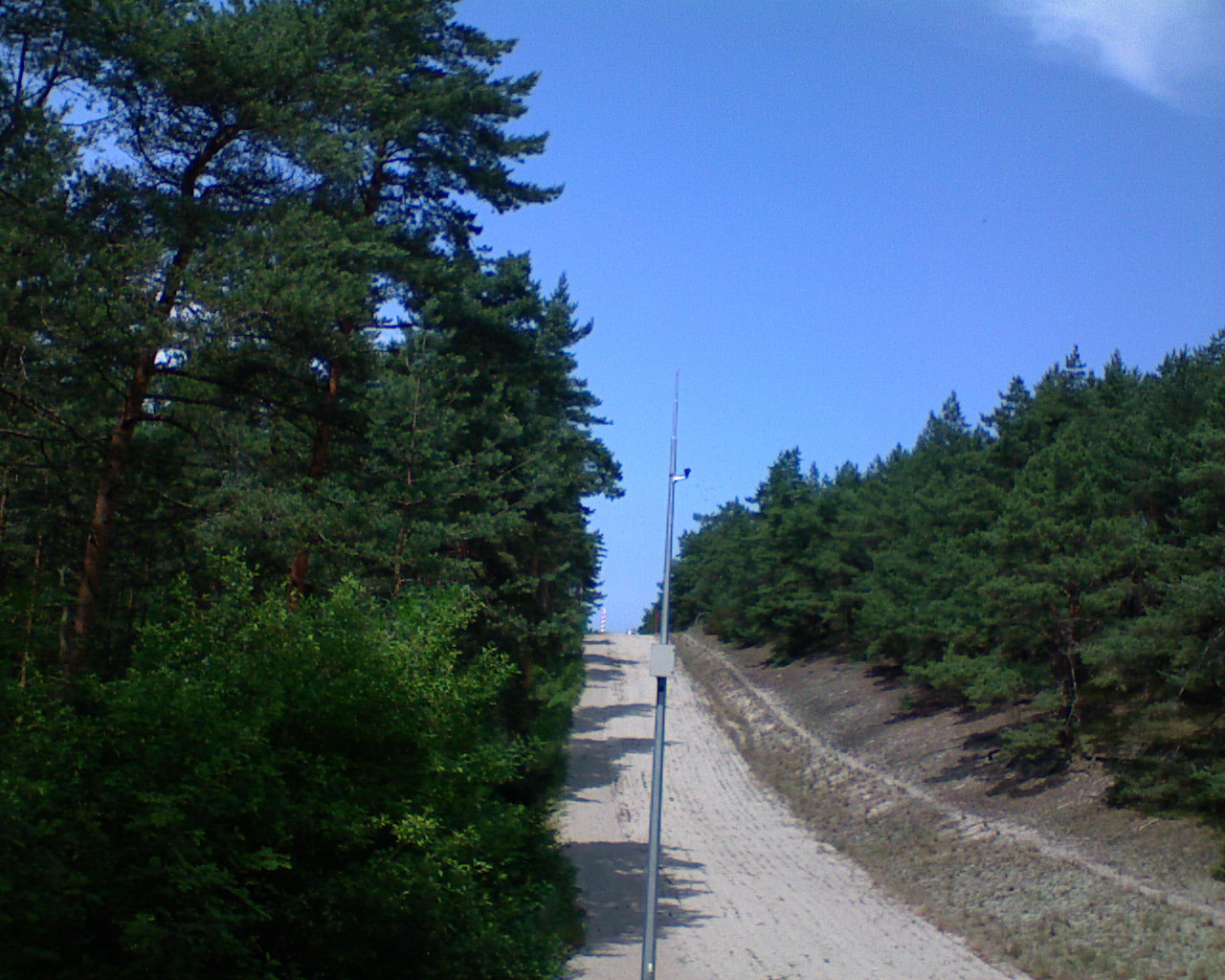
Granica pomiędzy Polską i Rosją, blisko  Piasków
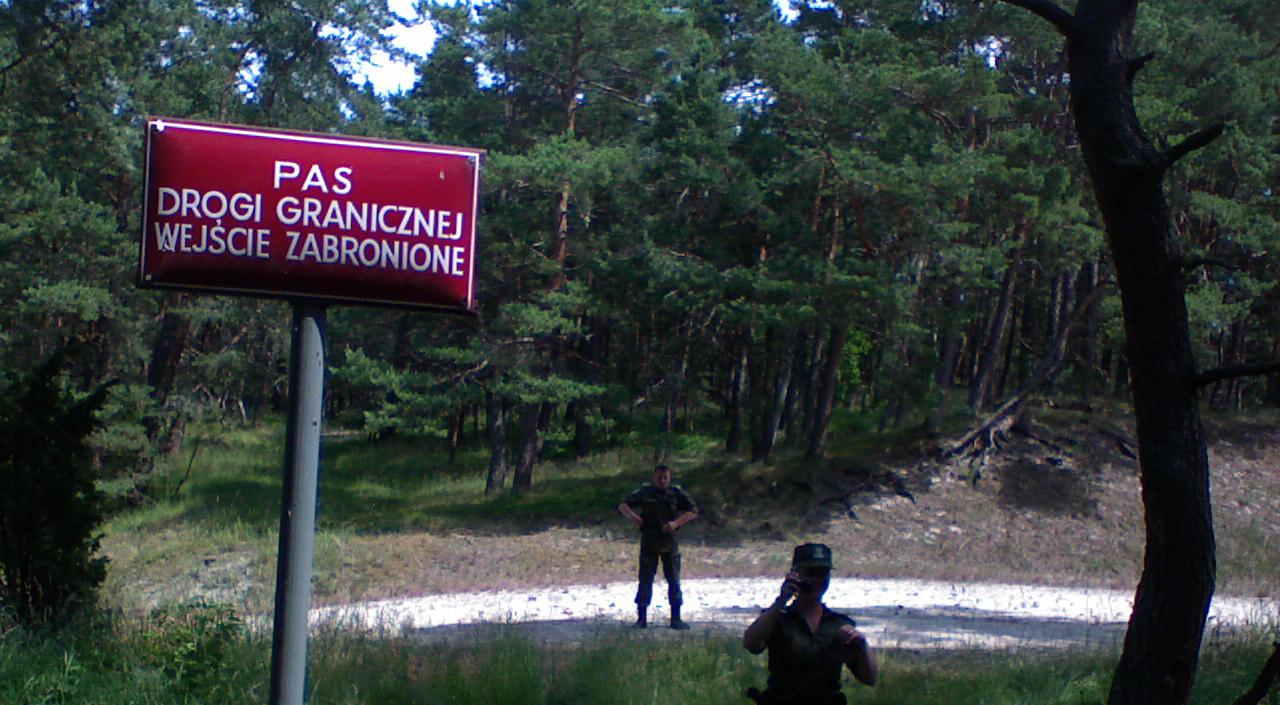
Tablica informująca o pasie drogi granicznej (pomiędzy Polską i Rosją, niedaleko Piasków)
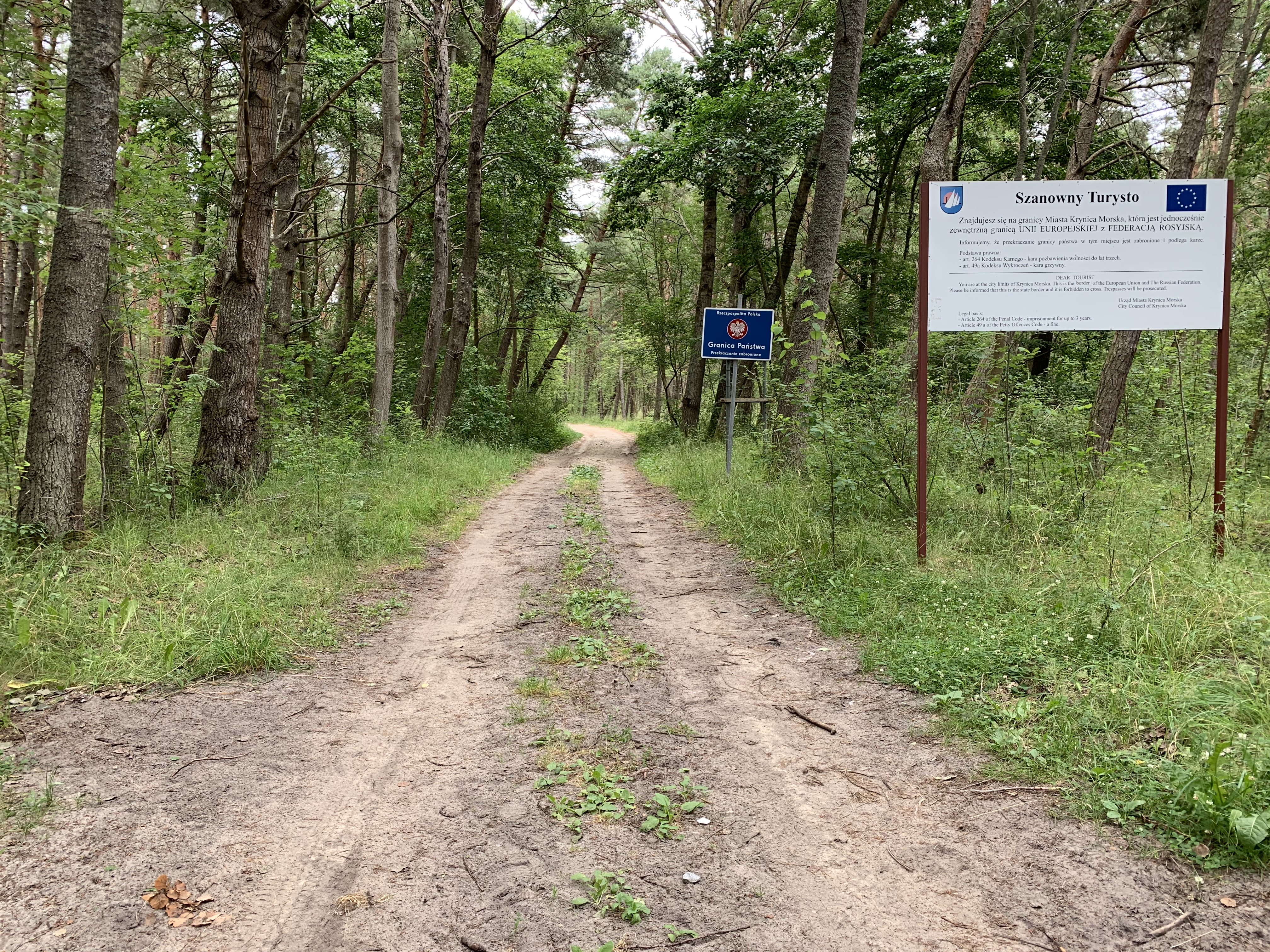
Pas drogi granicznej w Piaskach.